# Wapen van Oude-Tonge

Wapen van Oude-Tonge

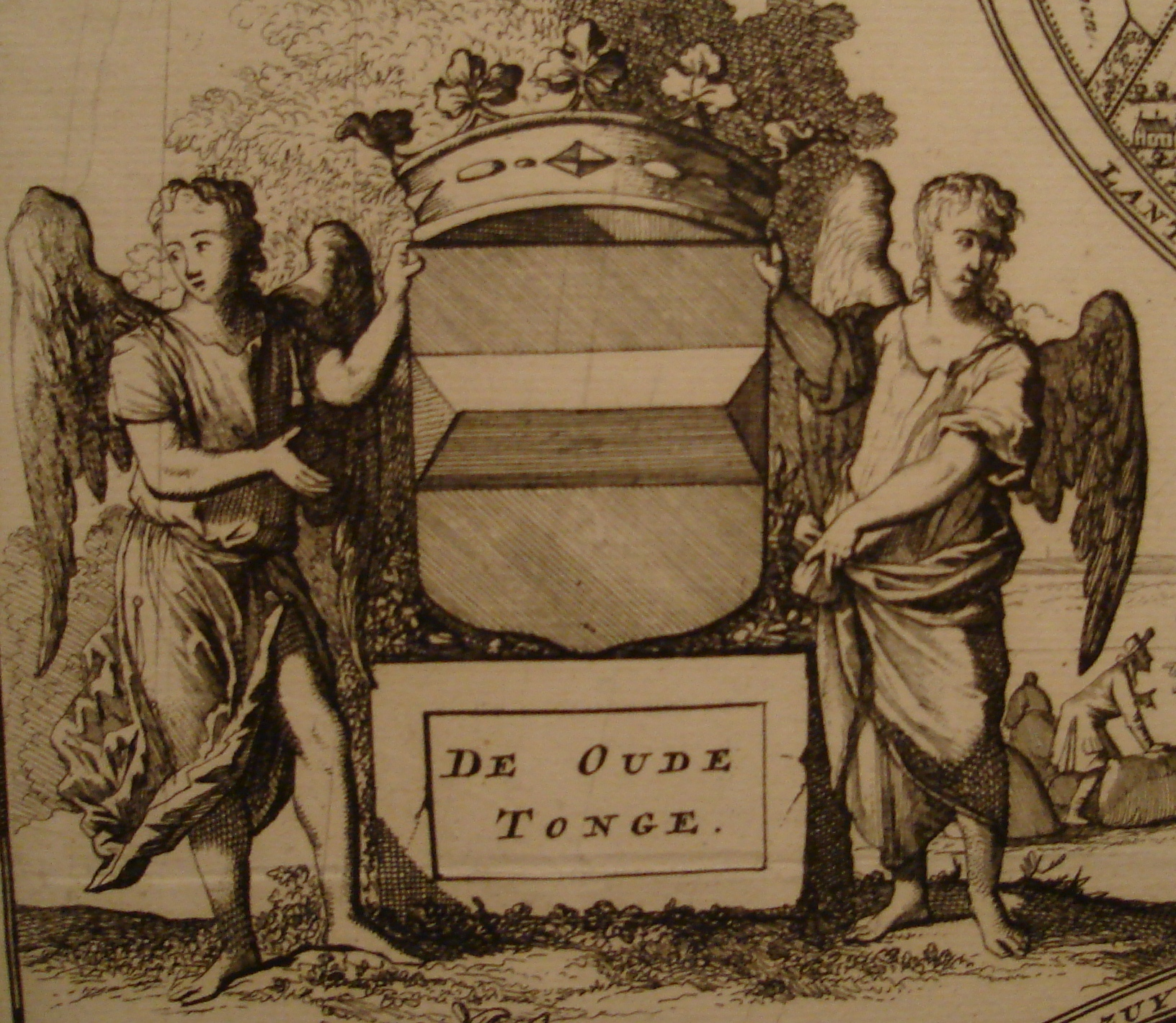
Het wapen op een ets uit 1697. De arcering geeft zowel boven als onder de kleur sinopel aan.

Het wapen van Oude-Tonge werd op 24 juli 1816 bij besluit van de Hoge Raad van Adel aan de gemeente Oude-Tonge in gebruik bevestigd. Vanaf 1 januari 1966 tot 1 januari 2013 maakte Oude-Tonge deel uit van de gemeente Oostflakkee. Het wapen van Oude-Tonge is daardoor komen te vervallen. In het tweede kwartier van het wapen van Oostflakkee werd het wapen van Oude-Tonge opgenomen. Sinds 1 januari 2013 valt Oude-Tonge onder de gemeente Goeree-Overflakkee. In het wapen van Goeree-Overflakkee zijn geen elementen uit het wapen van Oude-Tonge overgenomen.

## Blazoenering
De blazoenering van het wapen luidde als volgt:
Van sijnople, beladen met eene fasce van zilver.
De heraldische kleuren in het wapen zijn sinopel (groen) en zilver (wit).

## Geschiedenis
Het wapen is afgeleid van het wapen van de heerlijkheid Grijsoord, waarvan zowel Oude- als Nieuwe-Tonge deel uitmaakten. Dat wapen was horizontaal in drieën gedeeld: blauw, zilver en groen. Het wordt als wapen voor zowel Oude als Nieuwe Tonge vermeld door Smallegange in 1696, Van Alkemade in 1729 en Bakker in 1799.

## Verwante wapens

Het wapen van Nieuwe-Tonge
Het wapen van Oostflakkee